# St Martin-in-the-Fields
St Martin-in-the-Fields is een neoclassicistische kerk in Londen gebouwd tussen 1722 en 1724 en gewijd in 1726, ontworpen door James Gibbs, een volgeling van Christopher Wren. De kerk is opgedragen aan Sint-Maarten. Het gebouw staat in de noordoosthoek van Trafalgar Square, tegenover de National Gallery.
De westgevel bestaat uit een trapvormig fundament (krepis) met daarop acht zuilen en het hoofdgestel. Gibbs' ontwerp werd aanvankelijk veelvuldig bekritiseerd maar won later aan populariteit en werd zelfs gekopieerd. Onder andere de vroegnegentiende-eeuwse Sint-Andreaskerk in de Indiase stad Chennai is gebouwd naar voorbeeld van St Martin-in-the-Fields.

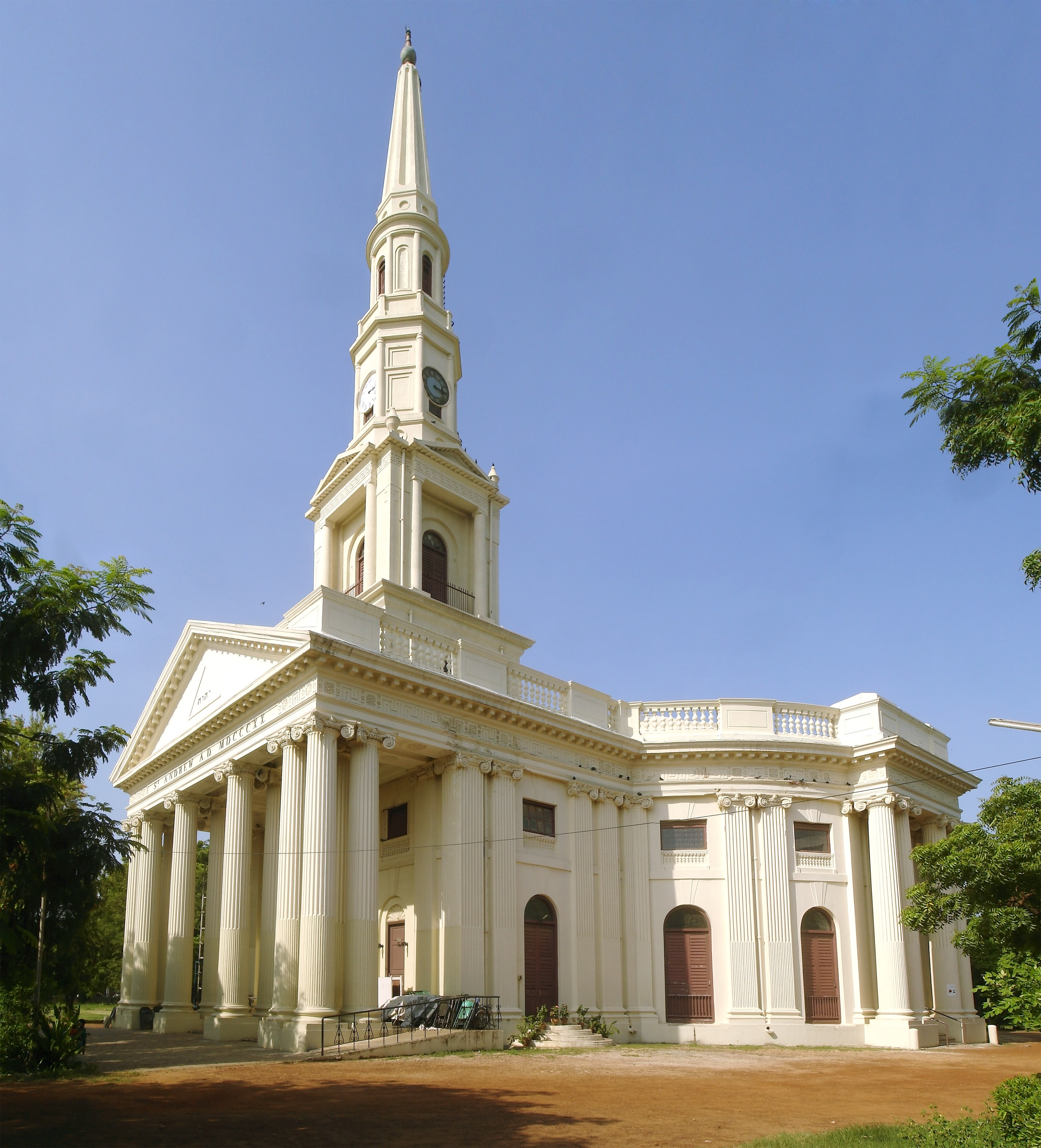
Sint-Andreaskerk in Chennai

De kerk is bekend van haar lunch- en avondconcerten, onder meer door het kamerorkest Academy of St Martin in the Fields.
Nell Gwyn, minnares van koning Karel II, ligt hier begraven.

## Afbeeldingen

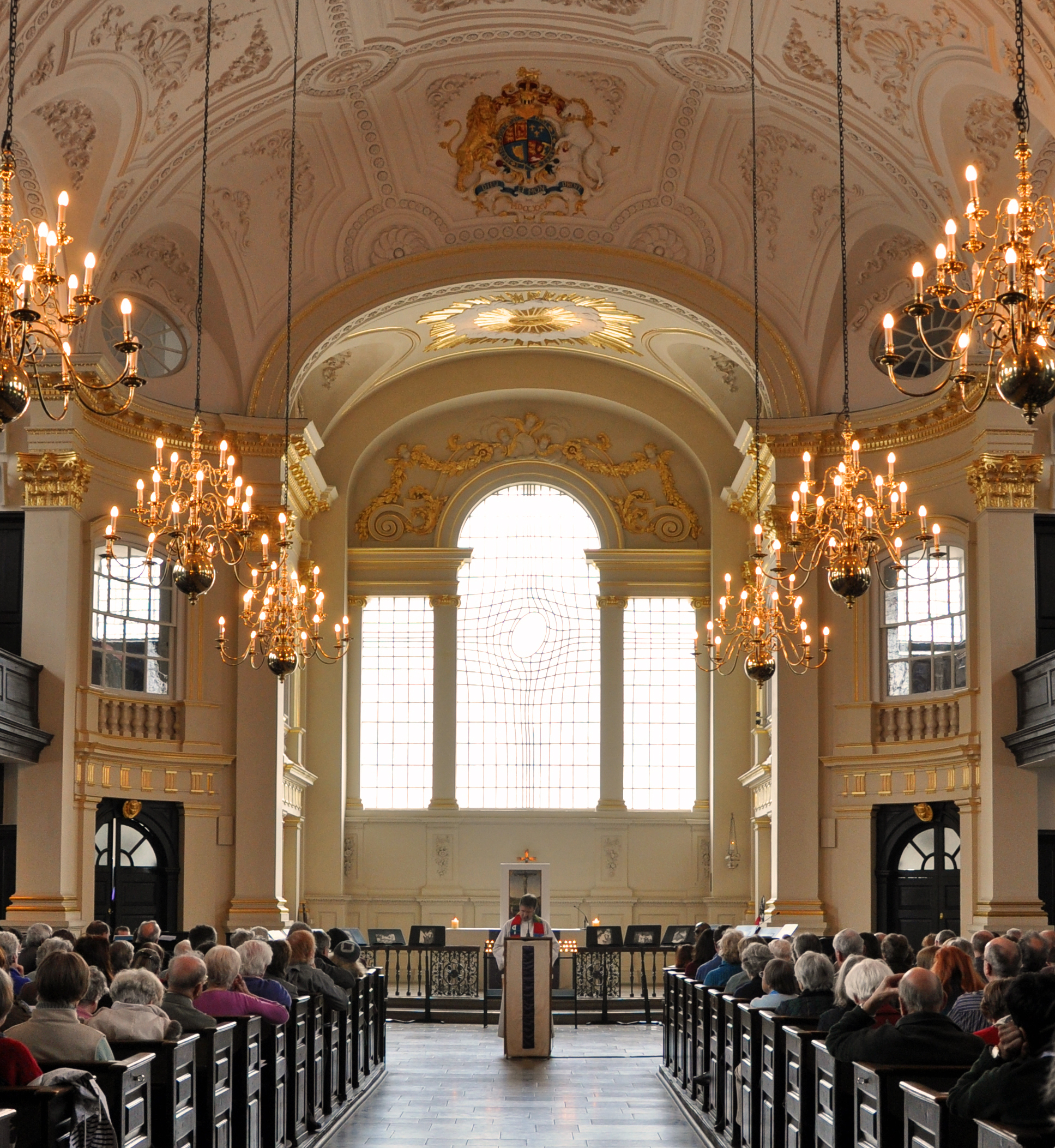
Interieur van de kerk
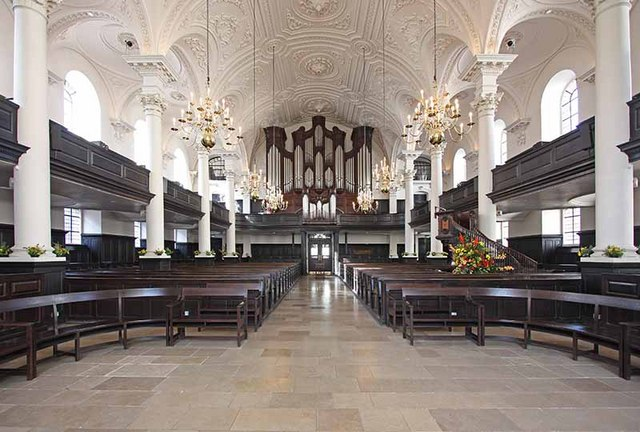
Orgel aan de westzijde
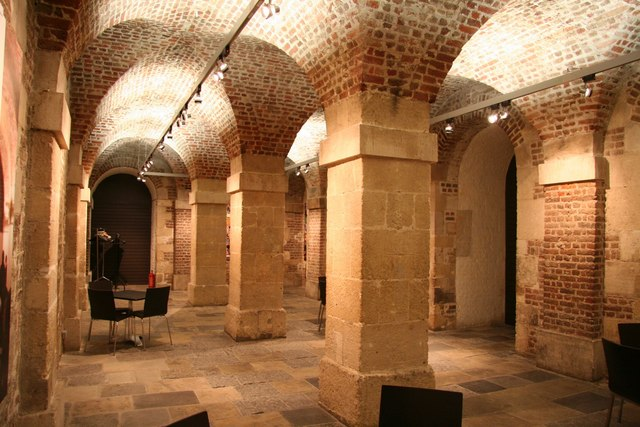
Grafkelder onder de kerk